# Aleksander Gella
Aleksander Jan Gella (ur. 15 października 1922 we Lwowie, zm. 15 grudnia 2014 w Warszawie) – polski socjolog.

## Życiorys
Urodził się 15 października 1922 we Lwowie jako syn Jana (1892–1923, pisarz związany z Lwowem) i Kazimiery z domu Szygowskiej. Był wychowywany w Zakopanem przez matkę, która wyszła ponownie za mąż za Witolda Marczyńskiego. Do 1939 ukończył cztery lata gimnazjum.
Podczas II wojny światowej zamieszkał w Hucie Komorowskiej. Tam był żołnierzem Armii Krajowej pod pseudonimem „Jazon” służąc w stopniu kaprala podchorążego był zastępcą Edwarda Hałki ps. „Lot”, komendanta oddziału specjalnego Biura Informacji i Propagandy Komendy Głównej AK na obszarze rejonu Kolbuszowej. Brał udział w rozpracowywaniu rakiet V2. Podczas trwającej okupacji niemieckiej kształcił się w ramach tajnego nauczania, a w 1944 zdał egzamin dojrzałości.
Po zakończeniu wojny kształcił się w Lublinie, Wyższej Szkole Nauk Społecznych w Krakowie (1946–1947), ukończył studia na Wydziale Prawa Uniwersytetu Jagiellońskiego z tytułem magistra praw (1947), Akademii Sztuk Pięknych w Warszawie (1947–1950). Po 1956 był pracownikiem naukowym w Zakładzie Nauki i Techniki PAN. Po wyjeździe do Wielkiej Brytanii odbywał studia historii nauki w Imperial College London do 1957. Uzyskał tytuł naukowy doktora w zakresie historii myśli ekonomicznej w Szkole Głównej Planowania i Statystyki (1957/1958), później tytuł docenta socjologii ogólnej w Instytucie Filozofii i Socjologii PAN (1965) oraz tytuł profesora w 1992.
Pracował jako redaktor w Redakcji Wiedzy o Sztuce Państwowego Instytutu Wydawniczego, asystent, następnie starszy asystent, adiunkt od 1956 do 1965, docent od 1965 do 1967, wykładowca historii socjologii na UJ od 1963 do 1967. Na zaproszenie University Alberta w kanadyjskim Edmonton został tam wykładowcą w charakterze profesora wizytującego w 1967. Analogicznej przebywał w San Jose State College w amerykańskim San Jose od 1967 do 1969, University of California w Santa Barbara od 1969 do 1970, jako profesor zwyczajny w State University of New York w Buffalo od 1970. Od 1972 Senior Fellow w St. Antony`s College w angielskim Oxfordzie. Został także profesorem zwyczajnym na Polskim Uniwersytecie na Obczyźnie w Londynie, a po 1989 Instytutu Historii Nauki, Oświaty i Techniki PAN.
Był członkiem Klubu Krzywego Koła od 1954 do 1962, Polskiego Towarzystwa Socjologicznego od 1965, Polskiego Instytutu Naukowego w Ameryce (Nowy Jork) od 1970, Polskiego Towarzystwa Naukowego na Obczyźnie (Londyn) od 1983, Amerykańskiego Towarzystwa Socjologicznego od 1968 do 1982, Międzynarodowego Stowarzyszenia Socjologicznego od 1972, Instytutu Józefa Piłsudskiego w Ameryce (Nowy Jork) od 1970, w tym członek Rady od 1971 do 1976, Studium Polski Podziemnej w Londynie od 1977 do 1985, Kongresu Polonii Amerykańskiej od 1982, Stowarzyszenia Polskich Kombatantów w Buffalo od 1970, Światowego Związku Żołnierzy Armii Krajowej w Warszawie.
Opublikował ok. 90 artykułów w polskich i zagranicznych czasopismach fachowych. Wydał dziewięć książek w dziedzinie socjologii.

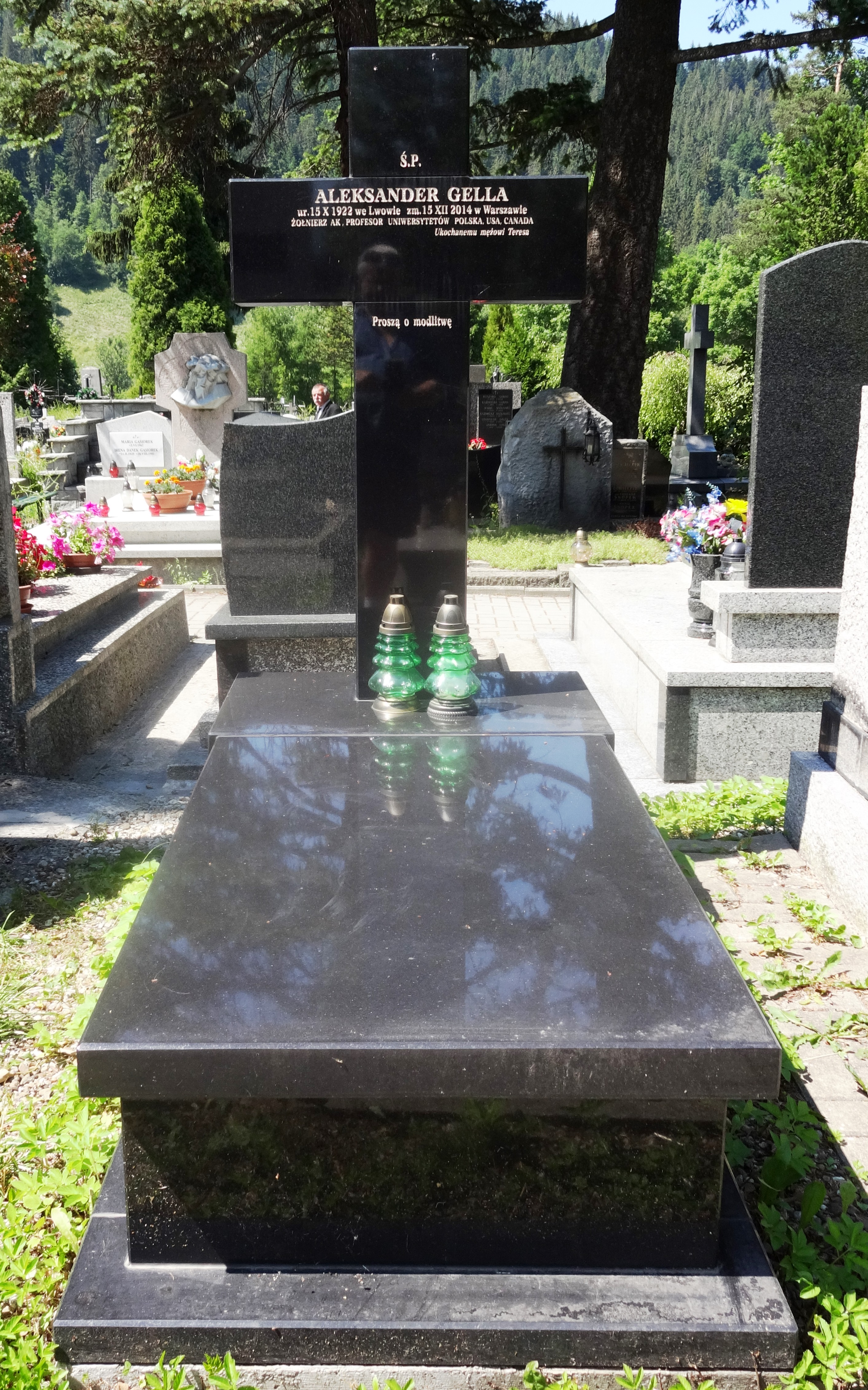
Nagrobek Aleksandra Gelli

Zmarł 15 grudnia 2014 w Warszawie. Został pochowany na Nowym Cmentarzu w Zakopanem (kwatera F4-1-37).
Jego żoną była Teresa z domu Mellerowicz (1927–2019), artystka malarz, grafik.
Uchwałą Rady Gminy Majdan Królewski z 18 października 2016 została nazwana ulica Prof. Aleksandra Gelli w Majdanie Królewskim.

## Publikacje
- Wawrzyniec Surowiecki (1958)
- Ewolucjonizm a początki socjologii (1966)
- The Intelligentsia and Intellectuals (1976)
- Naród w defensywie (1987)
- Humanism in Sociology (1978)
- Sprawy polskie w światowej perspektywie (1985)
- Development of Class Structure in Eastern Europe: Poland and Her Southern Neighbours (1989)
- Communism in Eastern Europe 1945–1975 (1991)
- Zagłada II Rzeczypospolitej (1998)

## Odznaczenia i wyróżnienia
- Krzyż Armii Krajowej (przyznany przez rząd Rzeczypospolitej Polskiej na uchodźstwie)
- Nagroda State University of New York (1981)
- Tytuł „Człowiek Roku” przyznany przez dziennik prasowy The Am-Pol Eagle w Buffalo (1989)
- Pierwsza nagroda im. Edwarda Raczyńskiego przyznana przez Polską Fundację Kulturalną w Londynie (1990, za książkę Naród w defensywie)
- Nagroda im. Alfreda Lenkszewicza przyznana przez Polskie Towarzystwo Naukowe w Londynie (1991, za książkę Development of Class Structure in Eastern Europe)